# Valse satijnvezelkop
De valse satijnvezelkop (Inocybe paludinella) is een schimmel behorend tot de familie Inocybaceae. Hij is ectomycorrhiza vormend met els (Alnus), soms ook met wilg (Salix), op vochtige klei, leem of zand. Vruchtlichamen vormen zich gewoonlijk van augustus tot september. 

## Kenmerken

### Uiterlijke kenmerken
Hoed
De hoed heeft een diameter van 2 tot 5 cm. De vorm is aanvankelijk convex, daarna vlak, met witachtige haren, variërend in kleur van roomwit tot licht roomgeel; met resten aan de rand.
Lamellen
De lamellen zijn aanvankelijk wit, daarna crème, met vleeskleurige tinten.
Steel
De steel is 3 tot 6 cm lang en 0,4 tot 0,8 cm dik. Hij heeft dezelfde kleur als de hoed, is berijpt, gegroefd en zonder gordijn. Er is geen knol aanwezig.
Vlees
Het vlees is wit, met een aroma dat doet denken aan oud meel.

### Microscopische kenmerken
De sporen zijn hoekig en meten 8-9 × 5-6 µm. De cystiden op de lamelsnede hebben kristallen.

## Verspreiding
De soort komt vooral voor in Europa, en ook de locaties in Noord-Amerika en Japan worden vermeld..
In Nederland komt de valse satijnvezelkop matig algemeen voor. Hij staat op de rode lijst in de categorie 'bedreigd'. Hij is 1989 aan deze lijst toegevoegd weges achteruitgang en kwetsbaarheid biotoop voor verdroging en vermesting.